# Crevant
Crevant é uma comuna francesa na região administrativa do Centro, no departamento Indre. Estende-se por uma área de 36,05 km². Em 2010 a comuna tinha 724 habitantes (densidade: 20,1 hab./km²).